# G8
G8 bio je naziv skupine industrijski najrazvijenijih i gospodarski najmoćnijih zemalja svijeta. Tu skupinu činile su dvije države sa sjevernoameričkog kontinenta: SAD i Kanada; četiri europske zemlje: Njemačka, Ujedinjeno Kraljevstvo, Francuska, Italija; jedna azijska zemlja - Japan; te do 2014. Rusija, zbog velike političke važnosti, ali isključena uslijed vojnog zaposjedanja Krima. Stoga je od 2014. ta skupina preuzela raniji naziv G7. Europska unija se također prezentira unutar G8, ali ona ne može biti domaćin sastanka ili predsjedavati skupinom.
Zajedno su članice G8 činile 66.5% svjetskog gospodarstva. 
Svake godine se vođe zemalja sastaju na nekom mjestu u jednoj zemlji članici. Japan je kao domaćin odredio da 2023. mjesto sastanka bude Hiroshima.
Predsjedništvo skupinom se mijenja svake godine, a trenutačno joj predsjeda japanski premijer Fumio Kishida. 
Trenutačne vođe članica skupine G8 su: kanadski premijer Justin Trudeau, francuski predsjednik Emmanuel Macron, talijanska premijerka Giorgia Meloni, japanski premijer Fumio Kishida, njemački kancelar Olaf Scholz, američki predsjednik Donald Trump, te premijer Ujedinjenog Kraljevstva Rishi Sunak.
Predstavnici Europske unije su Charles Michel i Ursula von der Leyen.

## Zastave članica
- Sjedinjene Američke Države
- Kanada
- Japan
- Ujedinjeno Kraljevstvo
- Francuska
- Njemačka
- Italija
- Europska unija